# Tania Stene
Tania Stene (també Tanya Stene, Tanja Stene, Nacht, Nachthexe) és una artista interdisciplinària noruega. Treballa amb diferents tècniques com olis/acrílics, fotografia, collage, vídeo, so i instal·lació. Originalment coneguda com la meitat del duo de música ambiental ritual Aghast (juntament amb Andréa Nebel), la seva música més nova és més experimental i sorollosa (col·laboració amb Alexei Borisov a Fabriksampler V2 - Pharmafabrik Recordings). És coneguda per la portada i les sessions de fotos d'algunes de les bandes de black metal noruegues més grans dels anys 90, com Darkthrone, Ulver, Thorns, Satyricon, Burzum, Emperor i Sunn O))) i àlbums en directe. Tania Stene va estar casada amb Fenriz (Darkthrone). També és coneguda per la seva portada de Bergtatt, Nattens Madrigal i Hliðskjálf, i per les sessions de fotos oficials d'⁣Isengard i Thorns.